# Eduardo Serra
|  | Aquest article tracta del director de fotografia portuguès; per al polític madrileny, vegeu l'article Eduardo Serra Rexach |

Eduardo Serra (2 d'octubre de 1943, Lisboa), és un director de fotografia portuguès, nominat en dues ocasions a l'Oscar a la millor fotografia.
El 10 de juny de 2004 va ser guardonat amb l'Ordem do Infante Dom Henrique, un dels títols més prestigiosos de Portugal, que va concedir-li el president Jorge Sampaio.

## Filmografia principal
| - 1980: À vendre - 1983: Debout les crabes, la mer monte! - 1983: Itinéraire bis - 1983: Sem sombra de pecado - 1984: Marche à l'ombre - 1984: Pinot simple flic, de Gérard Jugnot - 1984: Le Garde du corps, de François Leterrier - 1985: Moi vouloir toi - 1985: Le Mariage du siècle - 1985: Contes clandestins - 1985: Les Spécialistes, de Patrice Leconte - 1985: Tranches de vie, de François Leterrier - 1987: Tant qu'il y aura des femmes - 1988: A mulher do próximo - 1990: Le Mari de la coiffeuse, de Patrice Leconte - 1990: O processo do rei - 1990: Artcore oder Der Neger - 1992: Le Zèbre, de Jean Poiret - 1992: Lapse of Memory - 1993: Map of the Human Heart, de Vincent Ward - 1993: Tango, de Patrice Leconte - 1993: Amor e dedinhos de pé - 1994: Grosse fatigue, de Michel Blanc - 1994: Le Parfum d'Yvonne, de Patrice Leconte - 1995: Funny Bones - 1995: L'Amour conjugal - 1996: The Disappearance of Finbar | - 1996: Jude, de Michael Winterbottom - 1996: The Jew - 1996: Les Grands ducs, de Patrice Leconte - 1997: Rien ne va plus, de Claude Chabrol - 1997: Les ales del colom (The Wings of the Dove), d'Iain Softley - 1998: What Dreams May Come, de Vincent Ward - 1999: Au cœur du mensonge, de Claude Chabrol - 2000: Unbreakable, de M. Night Shyamalan - 2000: La viuda de Saint Pierre (La Veuve de Saint-Pierre), de Patrice Leconte - 2000: Passion of Mind - 2002: O delfim - 2002: Rue des plaisirs, de Patrice Leconte - 2002: Papillons de nuit - 2003: Girl with a Pearl Earring, de Peter Webber - 2003: La flor del mal (La Fleur du mal), de Claude Chabrol - 2004: Beyond the Sea, de Kevin Spacey - 2004: La Demoiselle d'honneur, de Claude Chabrol - 2004: Confidences trop intimes, de Patrice Leconte - 2005: Il ne faut jurer... de rien! - 2006: Diamant de sang (Blood Diamond), d'Edward Zwick - 2006: La comèdia del poder (L'Ivresse du pouvoir), de Claude Chabrol - 2007: La noia tallada en dues (La Fille coupée en deux), de Claude Chabrol - 2008: Resistència (Defiance), d'Edward Zwick - 2009: Bellamy, de Claude Chabrol - 2010: Harry Potter i les relíquies de la Mort: Part 1 (Harry Potter and the Deathly Hallows: Part 1), de David Yates - 2011: Harry Potter i les relíquies de la Mort: Part 2 (Harry Potter and the Deathly Hallows: Part 2) (postproducció) |

## Guardons

### Premis
- BAFTA a la millor fotografia per The Wings of the Dove (1997)
- European Film Award a la millor fotografia per Girl with a Pearl Earring (2003)
- Festival Internacional de Cinema de Sant Sebastià: millor fotografia per Girl with a Pearl Earring (2003)

### Nominacions
- Oscar a la millor fotografia per The Wings of the Dove (1997) i Girl with a Pearl Earring (2003)
- BAFTA a la millor fotografia per Girl with a Pearl Earring (2003)
- César a la millor fotografia per Le Mari de la coiffeuse (1990)
- Satellite Award a la millor fotografia per Girl with a Pearl Earring (2003)